# Johannisstraße (Rostock)

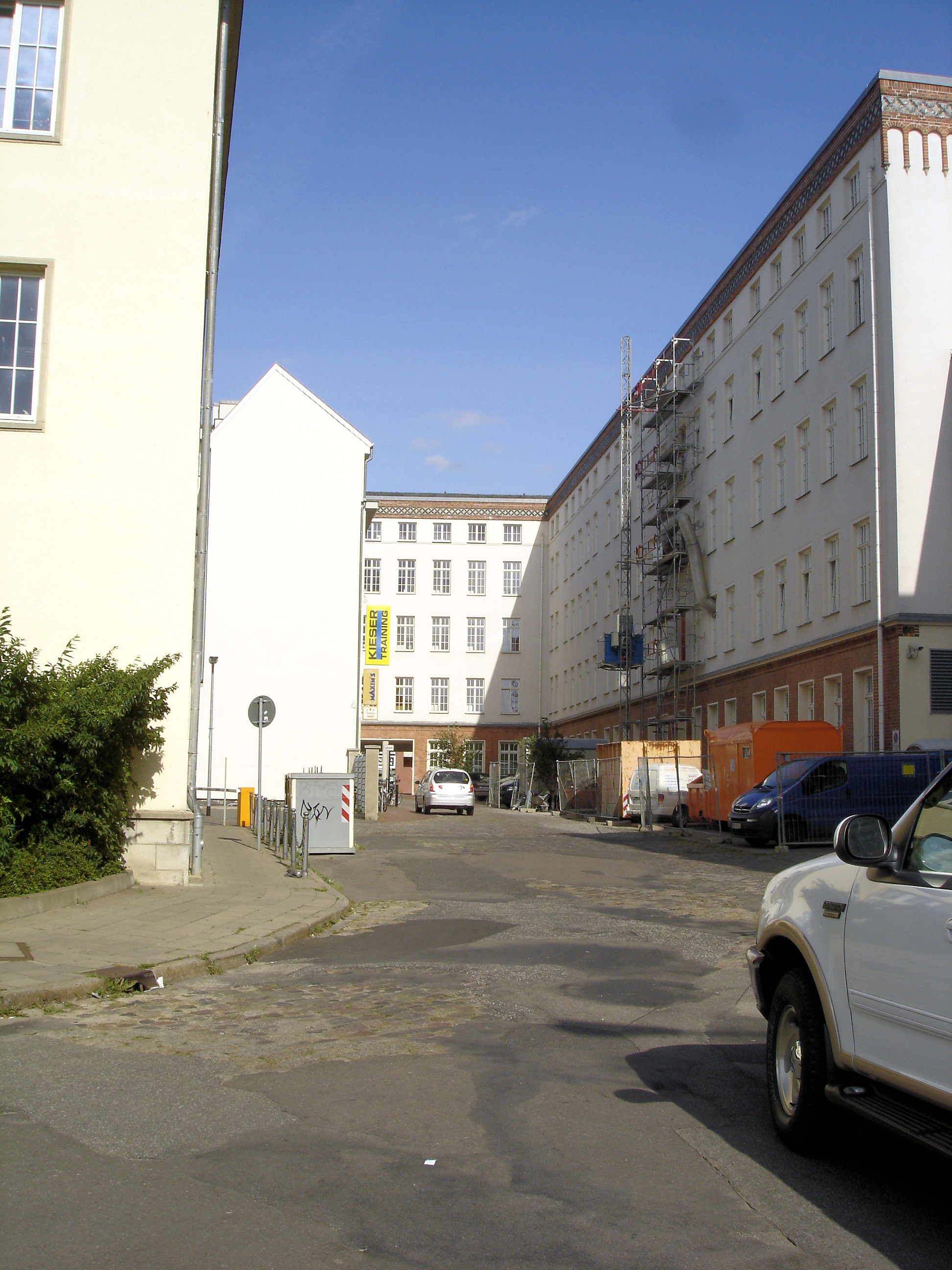
Johannisstraße

Die Johannisstraße in Rostock ist eine Straße im historischen Stadtkern der Hansestadt. Sie führt von der Buchbinderstraße im Westen in Richtung Nordosten. Mit der Steinstraße ist sie durch einen Hausdurchgang verbunden. Außerdem endet an ihr die von Norden kommende Kistenmacherstraße.
Die Johannisstraße ist nach dem einstigen St. Johannis benannt, das sich südlich von ihr befand. Seit 1256 gab es ein St. Johanniskloster der Dominikaner in Rostock. Die Existenz dieser Straße wurde 1288 dokumentiert, eine Straße Bei St. Johannis wurde 1419 zum ersten Mal bezeugt. Neben der Kirche, die derjenigen des Katharinenklosters der Franziskaner ähnelte, allerdings größer war, besaß das Johanniskloster auch auf der Nordseite einige Buden. Nach der Reformation wurde das Kloster aufgehoben, die Klostergebäude wurden in den 1830er Jahren abgerissen.
Die Johannisstraße, die im historischen Rostocker Straßennetz einen direkten Zugang zur Steinstraße hatte, wurde in den Bombennächten Ende April 1942 komplett vernichtet. 
Seit den 1950er Jahren gelangt man über die Nordseite der Johannisstraße auf einen Parkplatz der ehemaligen Hauptpost auf der Südseite des Neuen Marktes. Auf der Nordwestseite zwischen Buchbinder- und Kistenmacherstraße befindet sich ebenfalls ein Parkplatz. Die Südseite der Johannisstraße wird von Verwaltungsbauten bestimmt.
Im Jahr 2005 wurde für Fußgänger ein Durchgang zwischen Johannis- und Steinstraße geschaffen.